# Lenguas mafa-giziga
Las lenguas mafa-giziga o matakam-musgu-giziga constituyen un subgrupo del grupo biu-mandara de la rama chádica de las lenguas afroasiáticas. Este grupo incluye casi una veintena de lenguas, habladas en el norte de Camerún la lengua demográficamente más importante es el mafa con más de 150 mil hablantes seguida del giziga meridional con más de 60 mil (1990).

## Comparación léxica
Los numerales en diferentes lenguas mafa-giziga son:
| GLOSA | Cuvok  | Dugwor   | Giziga sept. | Giziga merid. | Zulgo- Gemzek | Mada       | Mafa    | Matal       | Mefele | Merey     | Mofu sept. | Mofu- Gudur | Moloko       | Mbuko    | Muyang    | Vame   | Wuzlam (Ouldeme) | PROTO- MG        |
| ----- | ------ | -------- | ------------ | ------------- | ------------- | ---------- | ------- | ----------- | ------ | --------- | ---------- | ----------- | ------------ | -------- | --------- | ------ | ---------------- | ---------------- |
| '1'   | ámə̀tà  | bek      | ɓlà          | plá           | ilík          | ftek       | sə́táɗ   | dì / tēkùlā | mə̀tá   | nə̀tê      | nettey     | ték / pál   | bɪ̀lɛ́ŋ        | kərtek   | bílìŋ     | ɓìlɛ́   | ʃɛ̄lɛ́ŋ            | *tek / *pala     |
| '2'   | áʧèw   | səla     | cêw          | cúw           | súla          | séla       | cew     | sɨ̄là        | cécèw  | súlò      | suho       | ʦew         | ʧɛ́w          | ʦew      | ʧỳ        | ʧâw    | (brɛ̄)tʃâw        | *sula / *cew     |
| '3'   | máːkàr | makar    | màːkàr       | máːkə̀r        | màkər         | mahkaɾ     | makár   | màkɨ̀r       | màhkár | màkàr     | makar      | máːkar      | màkáɾ        | maːkaŋ   | màhkə̄r    | máŋgàn | mākár            | *mahkar          |
| '4'   | fáɗ    | məfaɗ    | m̀fàɗ         | mə̀fáɗ         | əfáɗ          | wfaː̀ë      | fáɗ     | ùfàɗ        | fwàɗ   | fàɗ       | fáɗ        | məfaɗ       | ùfáɗ / mɔ̀fáɗ | fuɗo     | fāɗ       | fúːɗàw | mə̄fáɗ            | *wfwaɗ~ *mafaɗ   |
| '5'   | ɮám    | zlam     | ɮòm          | ɮúm           | ə̀zləm         | zzlaèm     | zlám    | ɨ̀ɮù         | ɮàm    | ɮàm       | ɮàm        | ɮam         | ɮɔ̀m          | ɗara     | ɮàm       | ɗáːrà  | ɮàm              | *zlam~ *ɮam      |
| '6'   | máːkwà | mukwa    | mérkêɗ       | mérkéɗ        | ndílík        | mokkoà     | mokwa   | mùkʷā       | mòkwá  | m̀kô       | mukó       | maːkwáw     | mʊ̀kʷɔ̀        | mbərka   | mʊ̀kʷū     | márkà  | mōkō             | *makwa / *markaɗ |
| '7'   | tásə̀là | ʦela     | tàːrnà       | tàrnà         | təsəlá        | slaːsélaː̀  | ʦáraɗ   | mɨ̀ɗɨf       | tsə̀làɗ | tàsə́là    | taːsə́lá    | maːsála     | ʃɪ̀sɛ́ɾɛ́       | ʦuwɓe    | ādə́skə̄lā  | ʧíɓà   | sə̄sə̄lā           | *təsəlaɗ / *ʦuɓa |
| '8'   | ʧáːkàr | ʦaːmakar | dàːgàfàɗ     | dàːŋgàfáɗ     | ʦàmàkə̀r       | slalahkaː̀r | ʦamakaɗ | m̀tìgìʃ      | ʧáhkàr | ʦàːmàːkàr | ʦamakàŋ    | daːŋgafaɗ   | ɬálákáɾ      | ʣəmaːkaŋ | āɮáláxkə̄r | ʒíːrɛ̀  | fə̄rfáɗ           | *5+3, *2x4, *4+4 |
| '9'   | ʧʉ́ɗ    | ʦeuɗ     | ngòltêr      | ngòltír       | ʦwíɗ          | oàboèlmboè | cœ́ɗ     | làdɨ̀gà      | ʧʉ́ɗ    | cö̂ɗ       | ʦəɗ        | ɮam-leték   | hɔ́lɔ́mbɔ́      | dəsuɗo   | āmbʊ́lmbō  | táhkɛ̀  | álɓìt            | *ʦwiɗ            |
| '10'  | kùràw  | kurow    | krô          | kúrú          | kúrwá         | ʣmoèkw     | kula    | kùlù        | dùmbók | krôw      | kuro       | kúráw       | kʷʊ̀ɾɔ́        | kuro     | krū       | ʤɛm    | kōlō             | *kulaw           |